# Partido de San Isidro
San Isidro es uno de los 135 partidos de la provincia argentina de Buenos Aires. Forma parte del aglomerado urbano conocido como Gran Buenos Aires, ubicándose en la zona norte del mismo. Su cabecera es la ciudad de San Isidro. Forma parte de la Primera Sección Electoral de la Provincia de Buenos Aires. Junto a Vicente López, son los únicos partidos del Gran Buenos Aires con crecimiento poblacional negativo y el segundo con los indicadores socioeconómicos más elevados del Gran Buenos Aires.

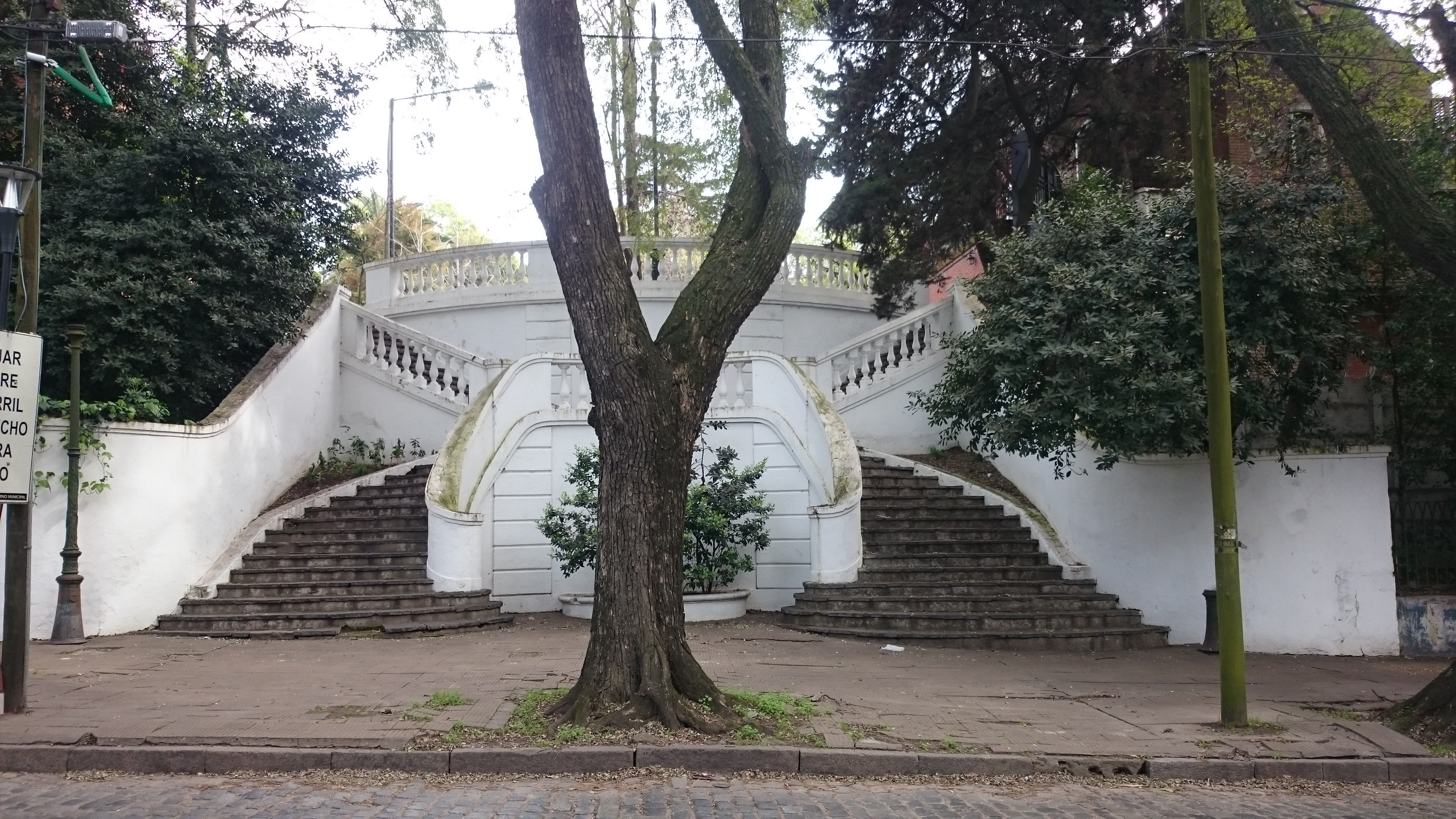
Foto de Pasaje en Primera Junta (San Isidro)

## Geografía

### Ubicación
Ubicado en la zona norte del Gran Buenos Aires, a 20 km de la Ciudad Autónoma de Buenos Aires. Limita al norte con el partido de San Fernando, en una breve sección al noroeste con el partido de Tigre, al sur y  sureste con el partido de Vicente López, al oeste con el partido de General San Martín,  al noreste con el río Luján y al este con el estuario del  Río de la Plata.

### Sismicidad
La región responde a la «subfalla del río Paraná», y a la «subfalla del río de la Plata», con sismicidad baja; y su última expresión se produjo el 5 de junio de 1888 (137 años), a las 3.20 UTC-3, con una magnitud en San Isidro, aproximadamente de 5,0 en la escala de Richter (terremoto del Río de la Plata de 1888).

### Localidades
- Villa Adelina (CP B1607)
- Boulogne Sur Mer (CP B1609)
- Martínez (CP B1640)
- Acassuso (CP B1641)
- San Isidro (CP B1642)
- Beccar (CP B1643)

## Historia

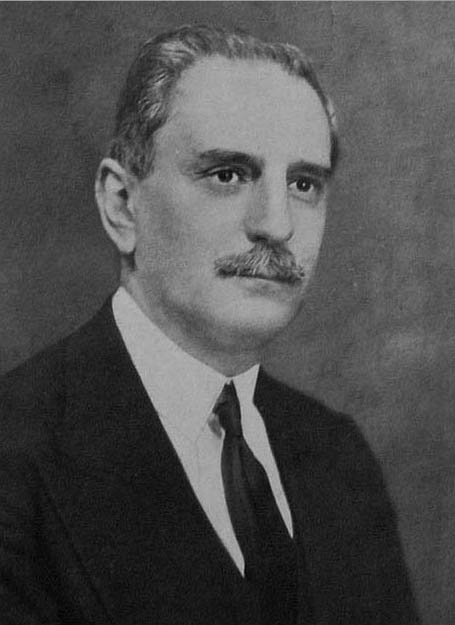
Adrián Beccar Varela, concejal y luego intendente del partido (1913-14). Luego fue presidente de la AFA (1927-29).

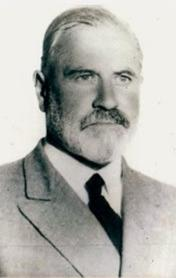
José María Pirán (1878-1954), Fundador del Club Náutico San Isidro (1910), socio fundador y primer presidente del Club SIC (1935-1940), directivo del Club CASI y de la AFA (1927-1929), fundador del colegio nacional de San Isidro (1916). Donó con el Dr. Juan Obarrio el edificio actual de la Biblioteca Popular de San Isidro (1910), presidente de la Biblioteca Popular de San Isidro (1910-1954), presidente del Consejo Escolar, conjuez de la Suprema Corte de Justicia, presidente del honorable Concejo Deliberante, juez de paz, e intendente de San Isidro (1931)

Según cronistas que en el siglo XVI reconocieron estas tierras durante la épica gesta de su descubrimiento, los indios guaraníes provenían del norte y habitaban la zona de las islas y el curso del Río Paraná hasta lo que es hoy San Isidro, mientras que los querandíes ocupaban la zona norte y al sur del Riachuelo. Los primeros formaban parte de la confederación de los pueblos guaraníes, cuyo centro político, económico y religioso se hallaba en Lambaré, capital indígena situada cerca de lo que actualmente es Asunción del Paraguay.
- 1580: se colonizan los predios del partido de San Isidro, junto con los de Buenos Aires, por lo cual Juan de Garay reparte a sus hombres solares, quintas, chacras y estancias en toda la costa norte de la ciudad, comenzando en las inmediaciones de la plaza San Martín en Buenos Aires, para terminar un poco más allá de San Isidro. Por aquel tiempo Garay inició el reparto de 65 chacras para que los pobladores pudieran labrar la tierra. Se dispuso entonces que estas chacras tuvieran un ancho de entre 260 y 433 metros por una legua de fondo (5196 metros), parceladas desde lo que hoy es la intersección de las calles Arenales y Basavilbaso de la Ciudad de Buenos Aires. De tal manera, las 65 chacras ocupaban unas 25 360 varas sobre el Río de la Plata llegando hasta la actual calle Guido Spano en el partido de San Fernando.
- 1706: se autoriza al capitán Domingo de Acassuso a transformar la capilla particular en un templo público que llevaba el nombre de San Isidro Labrador. A partir de ese momento los campos se llamaron "del Santo"
- 1784: se inicia lo que con el tiempo se transformaría en el Partido, creándose una Alcaldía de Hermandad
- 1790: en torno a la capilla se levantó un poblado que con el tiempo se convertiría en la ciudad de San Isidro
- 1825: el puerto de San Isidro toma relevancia histórica al ser la base de la cual partieron los Treinta y Tres Orientales iniciando la Cruzada Libertadora que desembocaría en la Guerra Argentino-brasileña y posteriormente en la creación del Estado Oriental del Uruguay
- 1850: se crea la Municipalidad, a instancias de una ley provincial, e integrada por vecinos representativos del lugar.
- 1888: a las 3.20 del 5 de junio se siente un sismo autóctono.

## Política municipal
Con el retorno de la democracia en la Argentina, se desarrollaron actos electivos en los municipios de la provincia de Buenos Aires. En San Isidro resultó triunfante con más del 55% de los votos la lista de la Unión Cívica Radical que llevaba como candidato a intendente al médico Melchor Posse. El intendente Posse gobernó de manera ininterrumpida hasta 1999, año en que fue sustituido en su cargo por su hijo, Gustavo Posse, elegido con más del 52% de los votos.
Posteriormente, el intendente Gustavo Posse fue reelegido en las elecciones ejecutivas del 2003 (58%), 2007 (45%), 2011 (44%), 2015 (52%) y 2019 (48%), año en que superó en más de 31 puntos porcentuales a su inmediato perseguidor. Asimismo, triunfó en cada elección legislativa intermedia.
Desde el año 2017, debido a la atomización de fuerzas políticas que lograron superar el mínimo necesario para adquirir representación en el Concejo Deliberante, ningún partido político cuenta con mayoría propia para aprobar normativas. En el presente, se encuentran representados en el Concejo Deliberante el oficialismo municipal, el peronismo y ConVocación por San Isidro. Sin embargo, el Departamento Ejecutivo municipal ha logrado aprobar sus Ordenanzas de Presupuesto General de Gastos, Fiscales, Impositivas y Rendiciones de Cuentas.
En 2023, Ramón Lanús fue elegido intendente con el 49 % de los votos que puso fin a la hegemonía de los Posse después de 40 años.

### Intendentes municipales desde 1983
| Intendente          | Mandato                                           | Partido | Partido | Alianza | Alianza | Elecciones |
| ------------------- | ------------------------------------------------- | ------- | ------- | ------- | ------- | ---------- |
| Melchor Ángel Posse | 10 de diciembre de 1983 - 10 de diciembre de 1987 |         | UCR     |         | —       | 1983       |
| Melchor Ángel Posse | 10 de diciembre de 1987 - 10 de diciembre de 1991 | 1987    | UCR     |         | —       |            |
| Melchor Ángel Posse | 10 de diciembre de 1991 - 10 de diciembre de 1995 | 1991    | UCR     |         | —       |            |
| Melchor Ángel Posse | 10 de diciembre de 1995 - 10 de diciembre de 1999 | 1995    | UCR     |         | —       |            |
| Ángel Gustavo Posse | 10 de diciembre de 1999 - 10 de diciembre de 2003 |         | UCR     |         | FpSI    | 1999       |
| Ángel Gustavo Posse | 10 de diciembre de 2003 - 10 de diciembre de 2007 |         | AVSIED  |         | UCR     | 2003       |
| Ángel Gustavo Posse | 10 de diciembre de 2007 - 10 de diciembre de 2011 |         | AVSIED  | FCC     | 2007    |            |
| Ángel Gustavo Posse | 10 de diciembre de 2011 - 10 de diciembre de 2015 |         | AVSIED  | UDESO   | 2011    |            |
| Ángel Gustavo Posse | 10 de diciembre de 2015 - 10 de diciembre de 2019 |         | AVSIED  | CBA     | 2015    |            |
| Ángel Gustavo Posse | 10 de diciembre de 2019 - 10 de diciembre de 2023 |         | AVSIED  | JxC     | 2019    |            |
| Ramón Lanús         | 10 de diciembre de 2023 - En el cargo             |         | CVxSI   | JxC     | 2023    |            |

1. ↑  La Alianza participó con el nombre "Frente por San Isidro" en la elección del municipio.

### Elecciones municipales

#### Elecciones en la década de 2020
|  | 48,52 % |

|  | 26,83 % |

|  | 20,98 % |

|  | 3,73 % |

|  | 93,17 % |

|  | 6,00 % |

|  | 0,68 % |

|  | 81,42 % |

|  | 100 % |

|  | 48,36 % |

|  | 21,27 % |

|  | 15,30 % |

|  | 7,63 % |

|  | 4,80 % |

|  | 2,63 % |

|  | 95,73 % |

|  | 3,21 % |

|  | 1,06 % |

|  | 71,31 % |

|  | 100 % |

#### Elecciones en la década de 2010
|  | 47,70 % |

|  | 26,40 % |

|  | 20,21 % |

|  | 3,15 % |

|  | 2,55 % |

|  | 95,38 % |

|  | 3,92 % |

|  | 0,70 % |

|  | 78,95 % |

|  | 100 % |

|  | 45,78 % |

|  | 19,48 % |

|  | 18,86 % |

|  | 8,02 % |

|  | 4,48 % |

|  | 3,38 % |

|  | 96,59 % |

|  | 2,57 % |

|  | 0,84 % |

|  | 76,48 % |

|  | 100 % |

|  | 51,67 % |

|  | 16,33 % |

|  | 13,99 % |

|  | 11,34 % |

|  | 3,44 % |

|  | 3,23 % |

|  | 94,01 % |

|  | 5,14 % |

|  | 0,85 % |

|  | 78,90 % |

|  | 100 % |

|  | 35,50 % |

|  | 16,88 % |

|  | 9,14 % |

|  | 9,07 % |

|  | 8,93 % |

|  | 6,49 % |

|  | 4,59 % |

|  | 4,42 % |

|  | 3,16 % |

|  | 1,82 % |

|  | 95,91 % |

|  | 2,94 % |

|  | 1,14 % |

|  | 78,15 % |

|  | 100 % |

|  | 44,60 % |

|  | 19,45 % |

|  | 9,07 % |

|  | 6,16 % |

|  | 5,22 % |

|  | 3,83 % |

|  | 3,33 % |

|  | 3,28 % |

|  | 2,57 % |

|  | 2,49 % |

|  | 91,07 % |

|  | 7,83 % |

|  | 1,09 % |

|  | 77,82 % |

|  | 100 % |

#### Elecciones en la década de 2000
|  | 24,62 % |

|  | 12,38 % |

|  | 37,00 % |

|  | 27,03 % |

|  | 1,19 % |

|  | 28,22 % |

|  | 8,18 % |

|  | 3,91 % |

|  | 12,09 % |

|  | 6,11 % |

|  | 5,66 % |

|  | 11,77 % |

|  | 3,89 % |

|  | 3,72 % |

|  | 1,22 % |

|  | 0,49 % |

|  | 0,42 % |

|  | 0,41 % |

|  | 0,36 % |

|  | 0,16 % |

|  | 0,14 % |

|  | 0,11 % |

|  | 0,00 % |

|  | 91,25 % |

|  | 5,61 % |

|  | 3,15 % |

|  | 74,43 % |

|  | 100 % |

|  | 45,29 % |

|  | 15,10 % |

|  | 13,36 % |

|  | 0,48 % |

|  | 13,84 % |

|  | 8,33 % |

|  | 5,12 % |

|  | 4,73 % |

|  | 2,23 % |

|  | 1,87 % |

|  | 0,93 % |

|  | 0,84 % |

|  | 0,63 % |

|  | 0,44 % |

|  | 0,29 % |

|  | 0,19 % |

|  | 0,18 % |

|  | 89,47 % |

|  | 9,64 % |

|  | 0,88 % |

|  | 74,83 % |

|  | 100 % |

|  | 35,83 % |

|  | 0,88 % |

|  | 36,71 % |

|  | 19,21 % |

|  | 16,44 % |

|  | 8,12 % |

|  | 4,52 % |

|  | 3,42 % |

|  | 3,07 % |

|  | 1,75 % |

|  | 1,69 % |

|  | 1,45 % |

|  | 1,15 % |

|  | 0,68 % |

|  | 0,44 % |

|  | 0,32 % |

|  | 0,30 % |

|  | 0,28 % |

|  | 0,27 % |

|  | 0,14 % |

|  | 0,04 % |

|  | 90,01 % |

|  | 8,16 % |

|  | 1,83 % |

|  | 73,21 % |

|  | 100 % |

|  | 57,50 % |

|  | 13,23 % |

|  | 8,16 % |

|  | 5,64 % |

|  | 4,29 % |

|  | 3,23 % |

|  | 2,33 % |

|  | 1,83 % |

|  | 1,39 % |

|  | 0,94 % |

|  | 0,72 % |

|  | 0,31 % |

|  | 0,26 % |

|  | 0,16 % |

|  | 0,01 % |

|  | 0,00 % |

|  | 91,79 % |

|  | 6,46 % |

|  | 1,75 % |

|  | 69,62 % |

|  | 100 % |

|  | 30,73 % |

|  | 14,34 % |

|  | 2,87 % |

|  | 0,67 % |

|  | 0,29 % |

|  | 18,17 % |

|  | 8,08 % |

|  | 6,85 % |

|  | 6,84 % |

|  | 5,58 % |

|  | 5,44 % |

|  | 5,25 % |

|  | 4,06 % |

|  | 3,20 % |

|  | 2,33 % |

|  | 1,08 % |

|  | 0,84 % |

|  | 0,59 % |

|  | 0,52 % |

|  | 0,44 % |

|  | 72,08 % |

|  | 7,35 % |

|  | 20,57 % |

|  | 78,45 % |

|  | 100 % |

#### Elecciones en la década de 1990
|  | 57,12 % |

|  | 17,37 % |

|  | 4,60 % |

|  | 21,97 % |

|  | 12,97 % |

|  | 5,23 % |

|  | 1,09 % |

|  | 1,05 % |

|  | 0,57 % |

|  | 92,58 % |

|  | 6,71 % |

|  | 0,71 % |

|  | 85,85 % |

|  | 100 % |

|  | 56,90 % |

|  | 24,77 % |

|  | 9,40 % |

|  | 3,81 % |

|  | 1,31 % |

|  | 1,25 % |

|  | 1,07 % |

|  | 0,85 % |

|  | 0,64 % |

|  | 95,14 % |

|  | 4,16 % |

|  | 0,70 % |

|  | 82,41 % |

|  | 100 % |

|  | 53,37 % |

|  | 34,93 % |

|  | 9,53 % |

|  | 0,41 % |

|  | 0,40 % |

|  | 0,36 % |

|  | 0,31 % |

|  | 0,18 % |

|  | 0,17 % |

|  | 0,16 % |

|  | 0,10 % |

|  | 0,08 % |

|  | 94,67 % |

|  | 4,91 % |

|  | 0,42 % |

|  | 84,47 % |

|  | 100 % |

|  | 35,39 % |

|  | 34,83 % |

|  | 7,12 % |

|  | 6,36 % |

|  | 5,74 % |

|  | 4,24 % |

|  | 1,21 % |

|  | 1,20 % |

|  | 0,96 % |

|  | 0,87 % |

|  | 0,67 % |

|  | 0,46 % |

|  | 0,35 % |

|  | 0,27 % |

|  | 0,20 % |

|  | 0,13 % |

|  | 94,89 % |

|  | 4,35 % |

|  | 0,76 % |

|  | 82,86 % |

|  | 100 % |

|  | 45,61 % |

|  | 32,16 % |

|  | 6,16 % |

|  | 4,90 % |

|  | 3,24 % |

|  | 1,76 % |

|  | 1,58 % |

|  | 1,40 % |

|  | 0,87 % |

|  | 0,83 % |

|  | 0,49 % |

|  | 0,30 % |

|  | 0,24 % |

|  | 0,24 % |

|  | 0,11 % |

|  | 0,07 % |

|  | 0,04 % |

|  | 95,97 % |

|  | 3,31 % |

|  | 0,72 % |

|  | 82,65 % |

|  | 100 % |

#### Elecciones en la década de 1980
|  | 34,01 % |

|  | 31,56 % |

|  | 19,46 % |

|  | 4,05 % |

|  | 3,87 % |

|  | 3,74 % |

|  | 2,05 % |

|  | 0,76 % |

|  | 0,26 % |

|  | 0,24 % |

|  | 95,26 % |

|  | 4,25 % |

|  | 0,49 % |

|  | 88,08 % |

|  | 100 % |

|  | 48,66 % |

|  | 28,00 % |

|  | 16,68 % |

|  | 2,08 % |

|  | 1,25 % |

|  | 0,95 % |

|  | 0,78 % |

|  | 0,60 % |

|  | 0,27 % |

|  | 0,25 % |

|  | 0,12 % |

|  | 0,11 % |

|  | 0,09 % |

|  | 0,09 % |

|  | 0,07 % |

|  | 98,04 % |

|  | 1,42 % |

|  | 0,54 % |

|  | 87,48 % |

|  | 100 % |

|  | 44,26 % |

|  | 21,19 % |

|  | 13,39 % |

|  | 8,85 % |

|  | 5,29 % |

|  | 2,67 % |

|  | 2,67 % |

|  | 1,04 % |

|  | 0,39 % |

|  | 0,25 % |

|  | 93,38 % |

|  | 5,89 % |

|  | 0,73 % |

|  | 85,32 % |

|  | 100 % |

|  | 55,58 % |

|  | 25,91 % |

|  | 6,87 % |

|  | 3,98 % |

|  | 2,16 % |

|  | 1,39 % |

|  | 1,00 % |

|  | 0,91 % |

|  | 0,81 % |

|  | 0,56 % |

|  | 0,54 % |

|  | 0,17 % |

|  | 0,12 % |

|  | 95,18 % |

|  | 4,34 % |

|  | 0,48 % |

|  | 86,34 % |

|  | 100 % |

#### Elecciones en la década de 1970 y 1960
|  | 46,43 % |

|  | 19,99 % |

|  | 10,18 % |

|  | 7,54 % |

|  | 6,52 % |

|  | 4,95 % |

|  | 2,18 % |

|  | 1,02 % |

|  | 0,84 % |

|  | 0,35 % |

|  | 96,75 % |

|  | 2,86 % |

|  | 0,39 % |

|  | 38,95 % |

|  | 27,51 % |

|  | 10,93 % |

|  | 4,35 % |

|  | 2,90 % |

|  | 2,77 % |

|  | 2,29 % |

|  | 2,16 % |

|  | 2,03 % |

|  | 1,51 % |

|  | 1,23 % |

|  | 1,21 % |

|  | 0,93 % |

|  | 0,56 % |

|  | 0,45 % |

|  | 0,22 % |

|  | 97,45 % |

|  | 2,55 % |

|  | 30,79 % |

|  | 28,48 % |

|  | 11,35 % |

|  | 7,93 % |

|  | 6,65 % |

|  | 6,46 % |

|  | 5,89 % |

|  | 1,14 % |

|  | 0,92 % |

|  | 0,39 % |

|  | 77,52 % |

|  | 21,17 % |

|  | 1,31 % |

## Superficie y población
Tiene 48 km² . En 2001, de acuerdo con el censo del INDEC, contaba con una población de 291.505 habitantes, de los cuales 138.463 eran hombres y 154.749 mujeres. De acuerdo al mismo censo, San Isidro representaba en ese momento el 0,8 % de la población de la Argentina. Dicha cifra la constituye como el 14.º partido más poblado del conurbano bonaerense. 
Respecto a la cifra de 1991 (299.023) el crecimiento fue del -2,5%.
De acuerdo a los resultados provisionales del censo nacional del INDEC de 2010, es habitado por 291.608 personas.
Según los resultados definitivos del censo de 2022 la población del partido alcanza los 297.282 habitantes.

## Infraestructura
El municipio en su totalidad cuenta con un eficiente servicio de desagüe y cloacas.

## Bandera
La bandera de San Isidro surge de un concurso realizado en 2006 festejando los 300 años de la creación de la Capellanía que dio origen a San Isidro.
El 14 de mayo el intendente de San Isidro, doctor Gustavo Posse, presentó en público la insignia sanisidrense. El creador de la bandera de San Isidro fue el diseñador gráfico de Béccar Sergio Etulain, ganador del concurso para diseñar la misma.

### Descripción de la bandera
Un paño blanco, una partición por mitad en alto, color verde hacia el pendiente. En el centro del cuartel superior del asta, seis bezantes dorados enmarcados al círculo, flores de filillo, sobre hojas verdes del mismo árbol.
Simbología
- Flores de espinillo: 6 flores doradas (bezantes) que representan a cada una de las actuales localidades del Partido.
- Hojas de espinillo: conteniendo a las flores que son las localidades, representa al Partido.
- Plano inclinado (formado por la mitad en alto): representa la característica topográfica más presente en la geografía de San Isidro; desde las barrancas que miran el este, hasta las lomas sobre el oeste.
- Blanco: representa a la fe cristiana, en este caso la fe que ha impulsado a Acassuso fundar la Capellanía.
- Verde: es el color que ha caracterizado a San Isidro desde su origen. Su antigua denominación, "Monte Grande" y aún los campos de gramíneas que encontraron los colonizadores, ya nos lo sugieren. Aunque con el tiempo ha tomado otros matices tales como el dorado del arbolado que lo distingue.
- Espinillo (hoja y flores): árbol en cuya sombra, según la leyenda, don Domingo de Acassuso soñó con el "mismísimo San Isidro Labrador requiriéndole que levantase en ese mismo lugar una capilla". Dando cumplimiento al mandato del santo, en 1706 funda la Capilla y Capellanía con la advocación de San Isidro Labrador, tomando la vecindad circundante el mismo nombre.

## Turismo

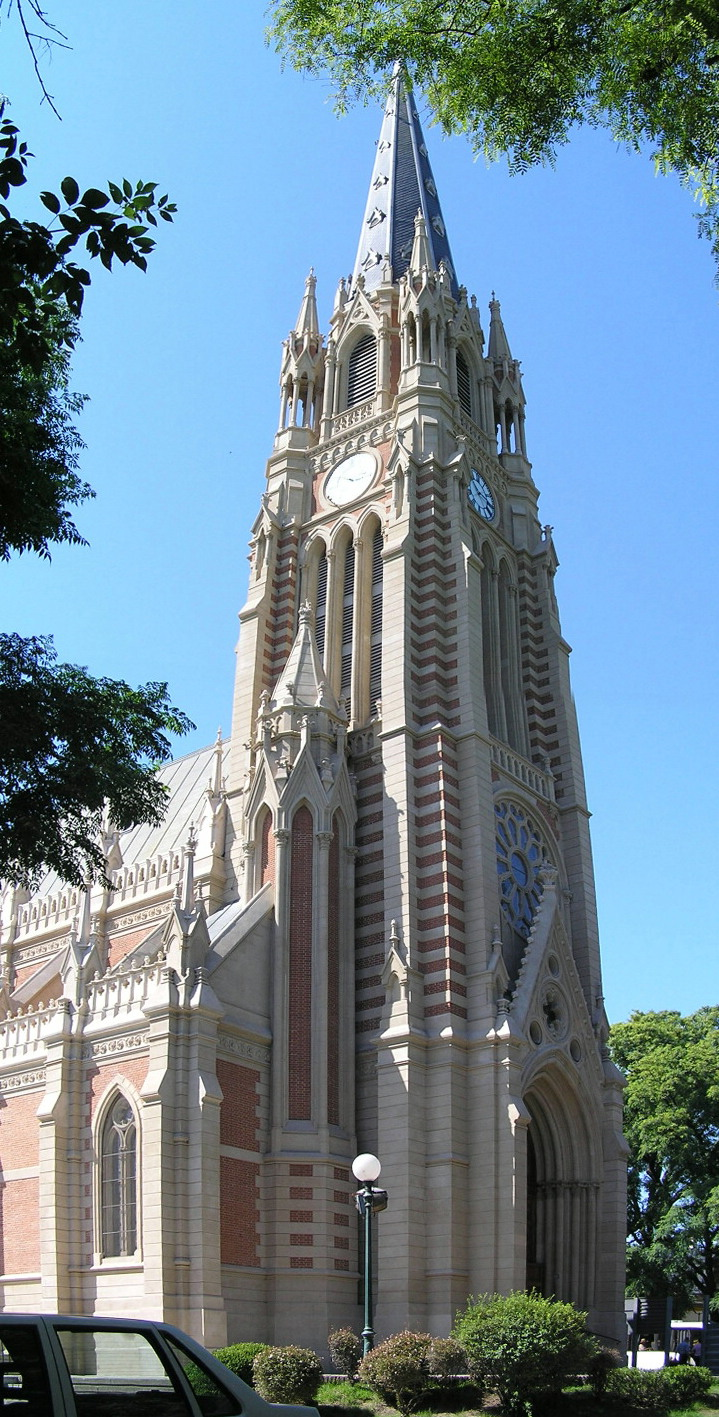
Catedral de San Isidro

### La catedral
La catedral de San Isidro está ubicada en la avenida del Libertador al 16.200, frente a la plaza de San Isidro. Fue inaugurada el 14 de julio de 1898. Sus arquitectos fueron Dunant y Paquin. De estilo neogótico. Su torre principal mide 68 m de alto. Su base es una cruz latina de tres naves con un ábside circular. Las columnas son cilíndricas y las paredes de piedra y ladrillo tienen aberturas con vitraux confeccionados en Francia y rosetones góticos. 
Hace un tiempo se comenzó con un plan para restaurarla. Actualmente el proyecto ya ha finalizado.
La fiesta de San Isidro Labrador se celebra el 15 de mayo.

### El hipódromo
El Hipódromo de San Isidro, propiedad del Jockey Club, fue inaugurado el 8 de diciembre de 1935 (89 años). Es uno de los más amplios e importante de América, y se encuentra ubicado 22 km al norte de la ciudad de Buenos Aires, en el Partido de San Isidro, Provincia de Buenos Aires, ocupando una superficie de 148 hectáreas.
Historia del Aeródromo San Isidro:Aeródromo San Isidro

### Museo, Biblioteca y Archivo Histórico Municipal "Dr. Horacio Beccar Varela"
La necesidad de una institución que tuviera como misión cobijar el patrimonio sanisidrense tiene su primer antecedente en el “Museo Histórico y Tradicional de San Isidro” que funcionó unos pocos meses en la casa de Fernando Alfaro, el primer presidente municipal, en la Av. del Libertador 16.362, San Isidro, cuando Pedro Llorens era el intendente.
Años más tarde, el 9 de enero de 1995 -por iniciativa del intendente Dr. Melchor Ángel Posse-, se creó el "Museo, Biblioteca y Archivo Histórico Municipal de San Isidro”, disponiéndose como sede la misma residencia de Alfaro, uno de los exponentes arquitectónicos más antiguos de San Isidro.
Consecuente con este proyecto cultural, la Municipalidad de San Isidro compró una de las bibliotecas históricas particulares más importantes constituida por 5.300 obras especializadas, muchas únicas en su género.
El Archivo Histórico, por su parte, debe su origen al Presbítero Francisco C. Actis, primer director del Museo Histórico Municipal “Brig. Gral. Juan Martín de Pueyrredon”, historiador e investigador quien, desde 1944, se ocupó de reunir todo el material que consideró de interés histórico de distintas dependencias municipales y el Registro Civil.
Luego de casi 11 años de funcionamiento en la casa de Fernando Alfaro la institución fue trasladada a Los Ombúes, una propiedad de gran valor patrimonial en San Isidro por su antigüedad, la sucesión de los personajes que la habitaron y su privilegiado enclave sobre las barrancas junto al Río de la Plata.
Con aportes en su arquitectura realizados entre los siglos XVIII y XX, la casona original del período virreinal fue testigo, según la tradición, del paso de figuras de trascendencia como José de San Martín, Juan Martín de Pueyrredon y Manuel Belgrano, en la época en la que Mariquita Sánchez de Thompson fue su propietaria.
Con los años llegaría a manos de la familia Beccar Varela, que la habitó hasta el año 2005, cuando –cumpliendo el deseo del Dr. Horacio Beccar Varela- se hizo efectiva la donación de la Quinta Los Ombués a la Municipalidad de San Isidro.
Desde el 16 de mayo de 2006, durante la intendencia del Dr. Gustavo Posse, la «Quinta Los Ombúes». alberga al Museo, Biblioteca y Archivo Histórico de San Isidro y desde el 2 de octubre de 2007 es Monumento Histórico Nacional.

### El Museo Histórico Municipal "Brig. Gral. Juan Martín de Pueyrredon"
Su construcción data del año 1790. Es una casona de estilo pompeyano de planta cuadrangular, con un amplio patio central con aljibe al que convergen todas las habitaciones. 
Este Museo lleva el nombre del Brigadier General Juan Martín de Pueyrredón debido a que fue propietario de la casa y personaje fundamental en la historia argentina. El importante patrimonio que cobija es histórico, arquitectónico, documental, bibliográfico, pictórico, ecológico y paisajístico. Forma parte del mismo el taller que utilizaba su hijo, el artista Prilidiano Pueyrredón
Inaugurado el 16 de septiembre de 1944 pero Monumento Histórico Nacional ya desde 1941, posee características que son propias de la típica construcción de campaña de fines del siglo XVIII.

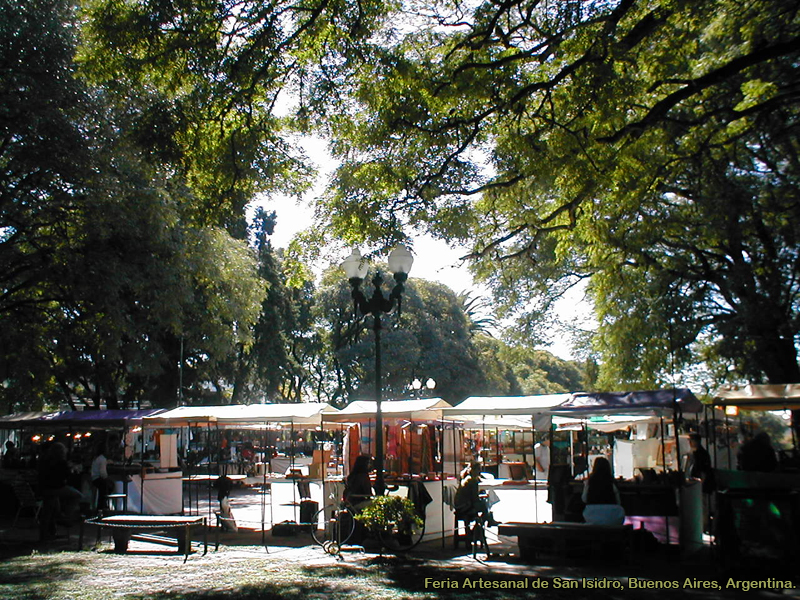
Feria Artesanal de San Isidro, Buenos Aires, Argentina.

### Villa Ocampo
Esta bella residencia de estilo ecléctico, ubicada en la localidad de Beccar guarda un rico pasado histórico. Fue habitada durante décadas por la prestigiosa escritora argentina Victoria Ocampo (1890-1979).
Actualmente forma parte del patrimonio cultural de la UNESCO y se pueden recorrer sus dependencias y jardines.
Durante la Cumbre de Líderes del G20 llevada a cabo en Buenos Aires en noviembre de 2018, Villa Ocampo fue la sede elegida para que la primera dama Juliana Awada, esposa del Presidente Mauricio Macri, reciba a las primeras damas y acompañantes de los demás integrantes del G20.

### Feria de Artesanos de San Isidro
Desde 1971 funciona en la plaza Mitre. En estos más de 100 puestos pueden verse productos de cuero, cerámica, madera, tela, metal, entre otros materiales. La “Feria Artesanal de San Isidro” es la más antigua de la Provincia de Buenos Aires.

### La Chacra Ecológica

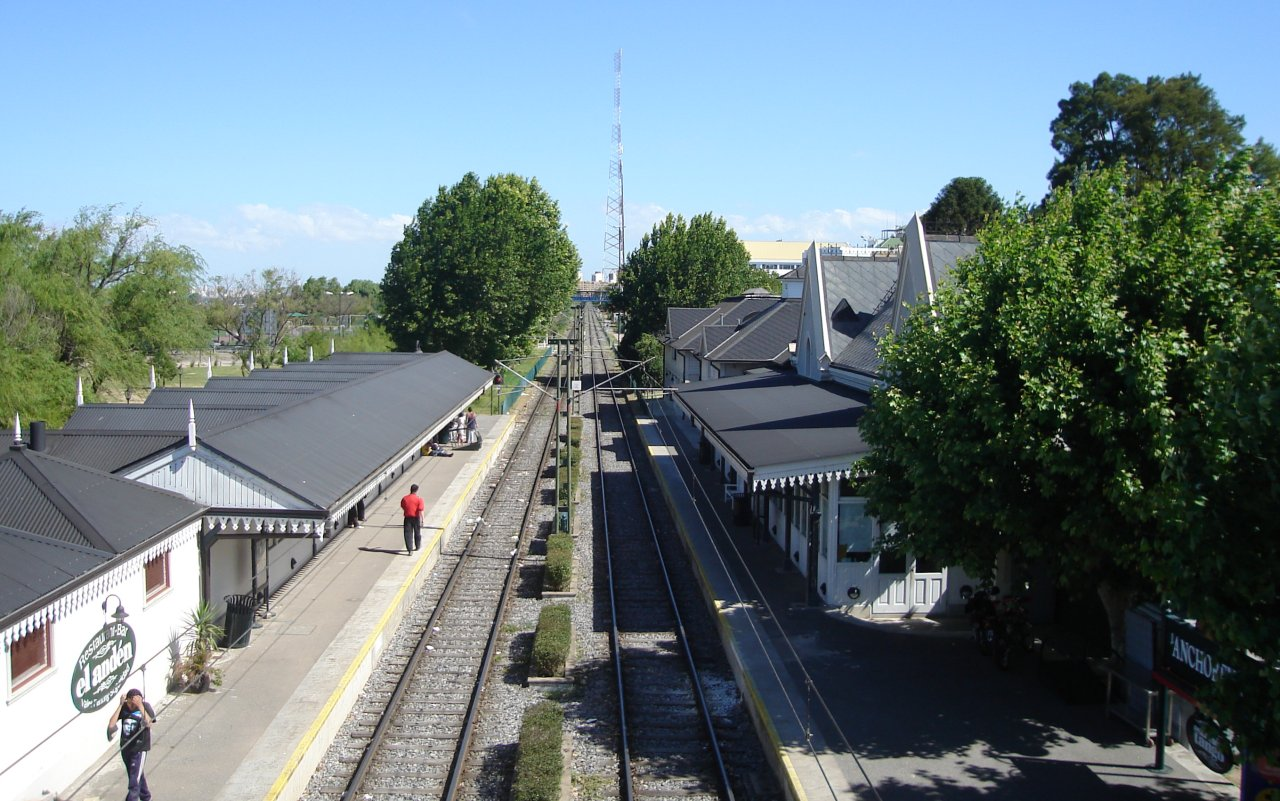
Estación Anchorena del Tren de la Costa.

La Chacra Educativa San Isidro Labrador, que lleva adelante la Dirección de Educación Ecológica de la Municipalidad de San Isidro, con apoyo de la comuna sanisidrense, constituye un espacio único en el área metropolitana, que recrea el ámbito rural en el cual se puede apreciar los distintos procesos de cultivos y crianza de animales, así como la elaboración de alimentos, particularmente los de origen vegetal. A lo largo del año se realizan distintas actividades y visitas guiadas. 

## Transportes y movilidad
El partido está conectado con la Ciudad de Buenos Aires y el resto del país por parte de dos importantes arterias, la avenida Centenario, también llamada avenida Santa Fe, y la avenida del Libertador, además de la Autopista Pascual Palazzo, ramal de la Carretera Panamericana. Pasan además por San Isidro las vías del Ferrocarril General Belgrano, el ramal Retiro-Tigre del Ferrocarril General Bartolomé Mitre y el Tren de la Costa.

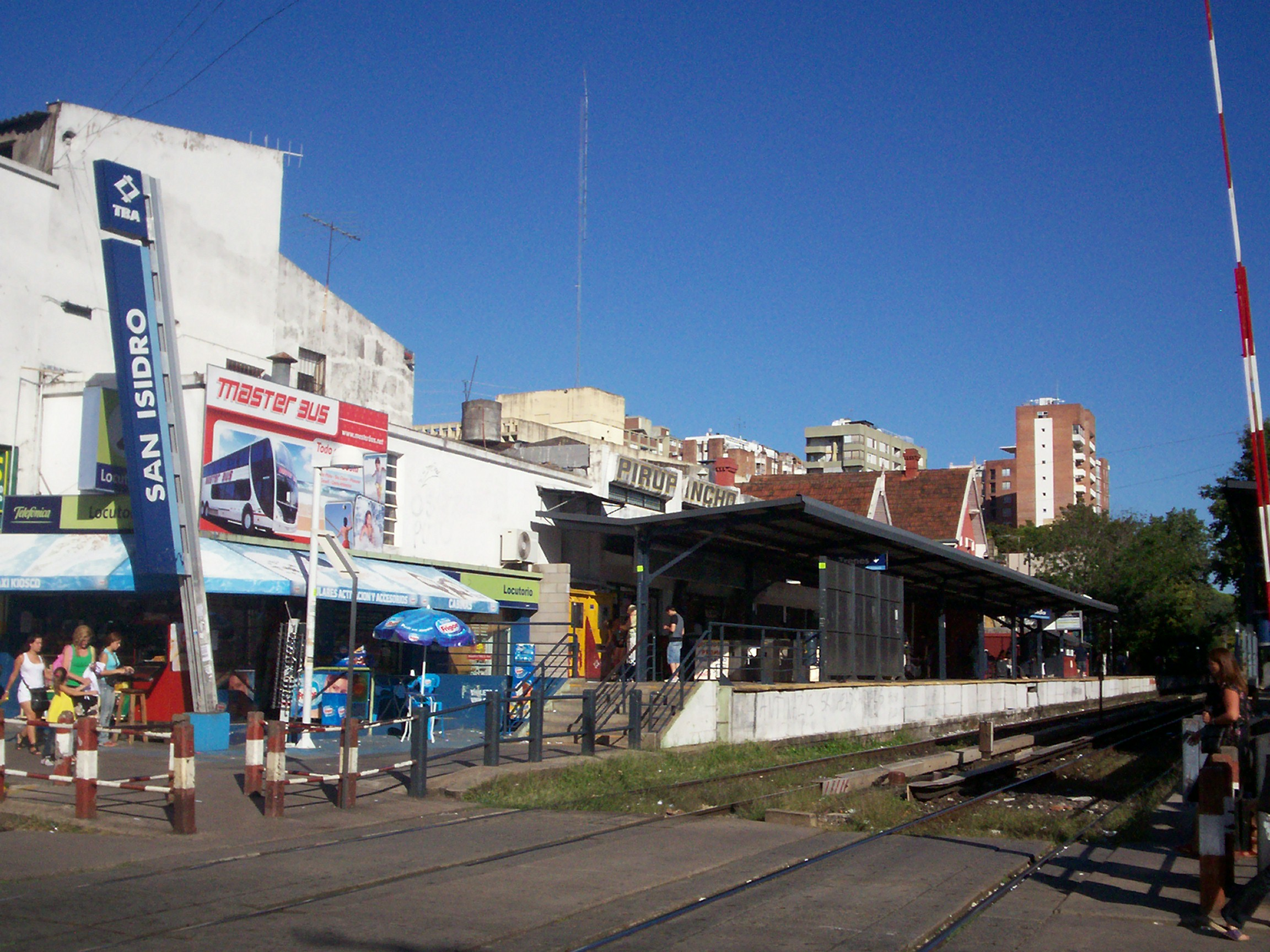
Estación San Isidro FFCC Mitre.

### Estaciones de ferrocarril
- Boulogne Sur Mer, FFCC Belgrano Norte
- Villa Adelina, FFCC Belgrano Norte (compartida con el Partido de Vicente López)
- Martínez, FFCC Mitre
- Acassuso, FFCC Mitre
- San Isidro C, FFCC Mitre
- Beccar, FFCC Mitre
- Anchorena, Tren de la Costa
- Las Barrancas, Tren de la Costa
- San Isidro R, Tren de la Costa
- Punta Chica, Tren de la Costa (compartida con el Partido de San Fernando)

## Medios de Comunicación
San Isidro posee una población comprometida con la libertad de expresión , de alto nivel cultural que busca permanentemente estar informado. Por ello encontrarán decenas de medios gráficos, en línea y radios a través de los cuales los habitantes se acercan a la realidad local, provincial y nacional.Entre otros podrán informarse por estos medios:
Zona Norte Diario ´(www.zonanortediario.com.ar) Diario Digital de gran alcance en la zona norte.
Informe Norte http://www.informenorte.com.ar Portal de Noticias dedicado a informar sobre los hechos y los protagonistas de la zona norte y primera sección electoral de la Provincia de Buenos Aires. Cuenta además con entrevistas y columnas de opinión. Propiedad de IP Producciones Periodísticas y Audiovisuales.
Que Pasa Web (www.quepasaweb.com.ar): El diario digital más leído de la zona norte del conurbano, es el principal medio que ofrece una cobertura periodística de las noticias del partido de San Isidro. 
Radios con sedes en San Isidro:
Fm Fénix, 
Fm Simphony,
Radio Lares, Fm New Play,
Radio Unyka :   Nacida el 18 de febrero de 2011 , esta emisora esta dedicada a la información , música y entretenimientos, A partir del 2024 potencio su perfil digital profesionalizando su emisión en Internet, incorporando streaming por YouTube , streaming de audio multipista y app propia para android e ios. Para escucharla desde tu computadora o tu cel podes ingresar  aqui  , desde donde también vas poder descargar gratis su app. 

## Deportes

### Rugby
Entre sus numerosas instalaciones deportivas merece citarse a dos clubes de rugby importantes del país: el Club Atlético de San Isidro (CASI) y el San Isidro Club (SIC), ambos participantes en los torneos organizados por la Unión de Rugby de Buenos Aires (URBA). Antiguamente, el Colegio Nacional de San Isidro fue un emblema del rugby nacional, siendo dos veces campeón nacional, aunque actualmente no se desarrolla la práctica de este deporte en dicho colegio.
Además, el Municipio cuenta con su propia Escuela Municipal de Rugby y con un Museo del Rugby.
Dichas características han erigido al partido como la "Capital Nacional del Rugby".

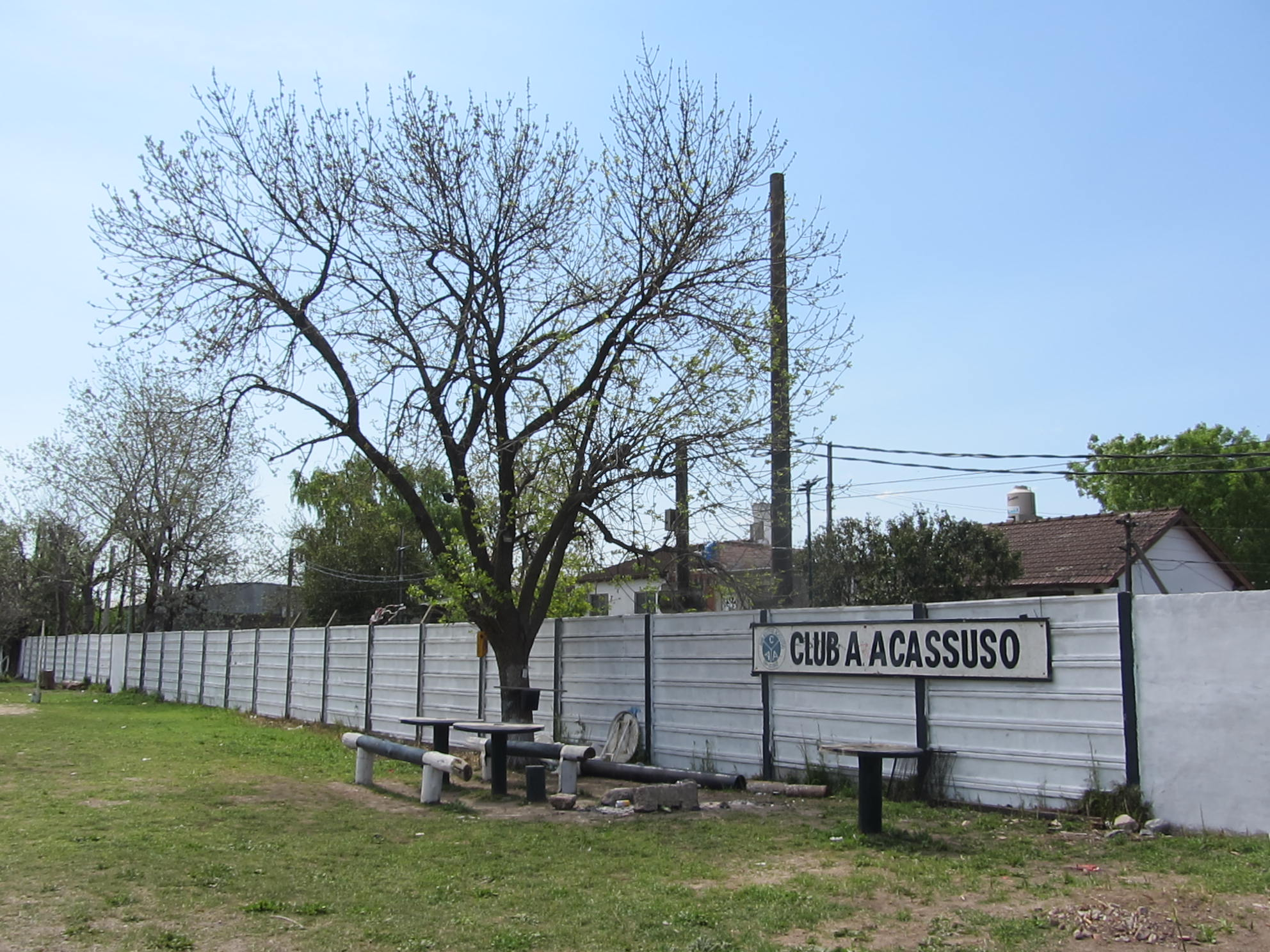
Estadio del Club Atlético Acassuso.

### Fútbol
En cuanto al fútbol, se destaca el Club Atlético Acassuso, el cual se desempeña en la Primera B.

### Básquet
Entre los clubes de básquet de San Isidro se destacan actualmente el club Unión Vecinal de Villa Adelina, en inferiores participan del torneo Top 20 de la federación de básquet del área Metropolitano de Buenos Aires y también el club Social Beccar y BA.NA.DE

### Hockey
Entre los clubes que se destacan en tanto a hockey son el San Isidro Club (SIC), el Club Pueyrredon en césped, Club Atlético San Isidro (CASI) en sintético y Club Arrows (Sin Sede definida) en césped. Forman parte de la AAHBA Asociación Amateur de Hockey de Buenos Aires.

### Campos de Deportes
El partido cuenta con siete campos de deportes y cuatro clubes atléticos a disposición de los vecinos y escuelas.

### Natación
Se destaca el equipo municipal de Natación, que se entrena en el campo municipal de deportes ubicado en Int. Neyer 1220. Cabe destacar que este equipo cuenta con nadadores campeones provinciales, campeones nacionales, campeones sudamericanos y récords nacionales. Siendo uno de los mejores equipos del país.

## Medios de Comunicación locales
Otro medios de información que cubren el distrito y sus barrios,son: 
Infoban: http://www.infoban.com.ar; 
Para Todos: www.periodicoparatodos.com.ar; 
El Comercio On Line: www.elcomercioonline.com.ar.